# Formica densiventris
Formica densiventris är en myrart som beskrevs av Henry Lorenz Viereck 1903. Formica densiventris ingår i släktet Formica och familjen myror. Inga underarter finns listade i Catalogue of Life.

## Bildgalleri

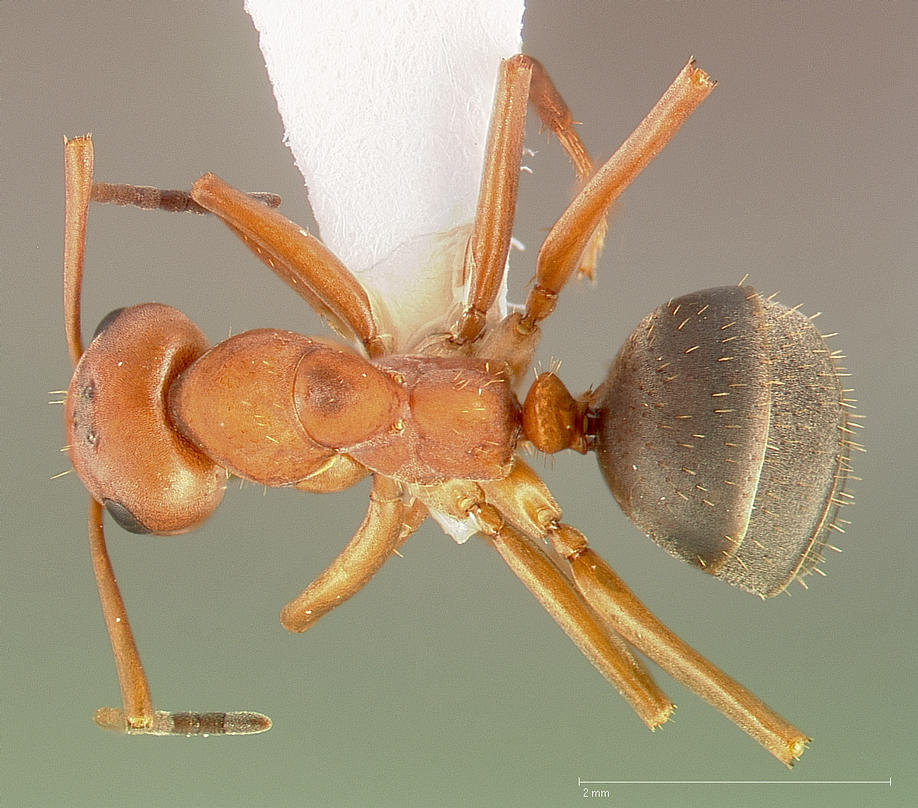
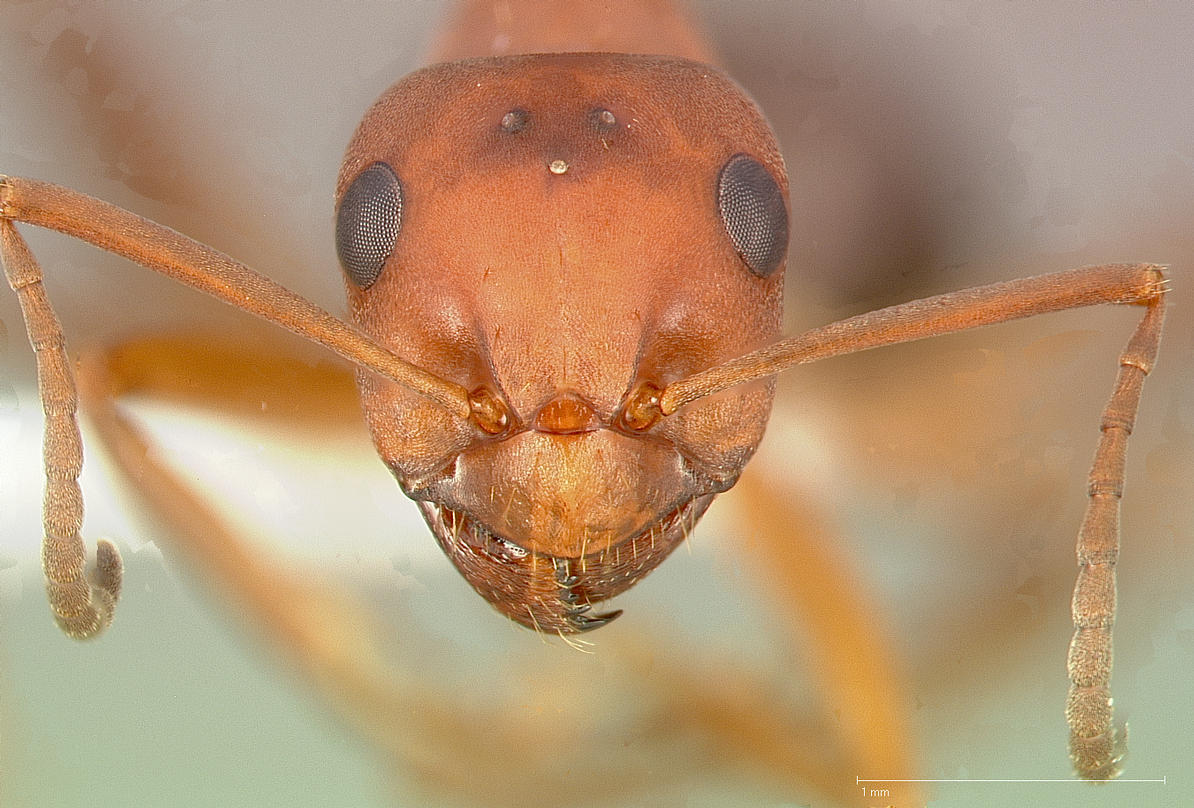
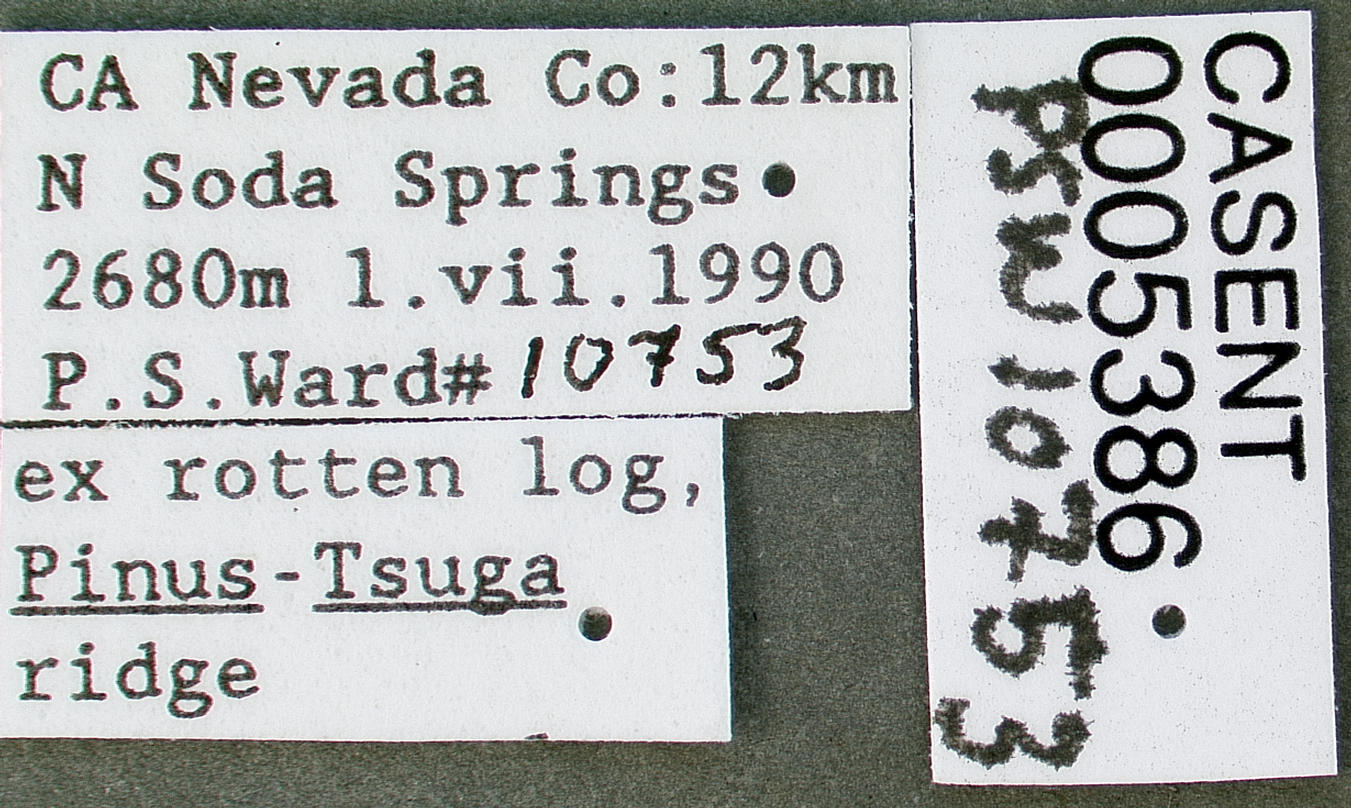
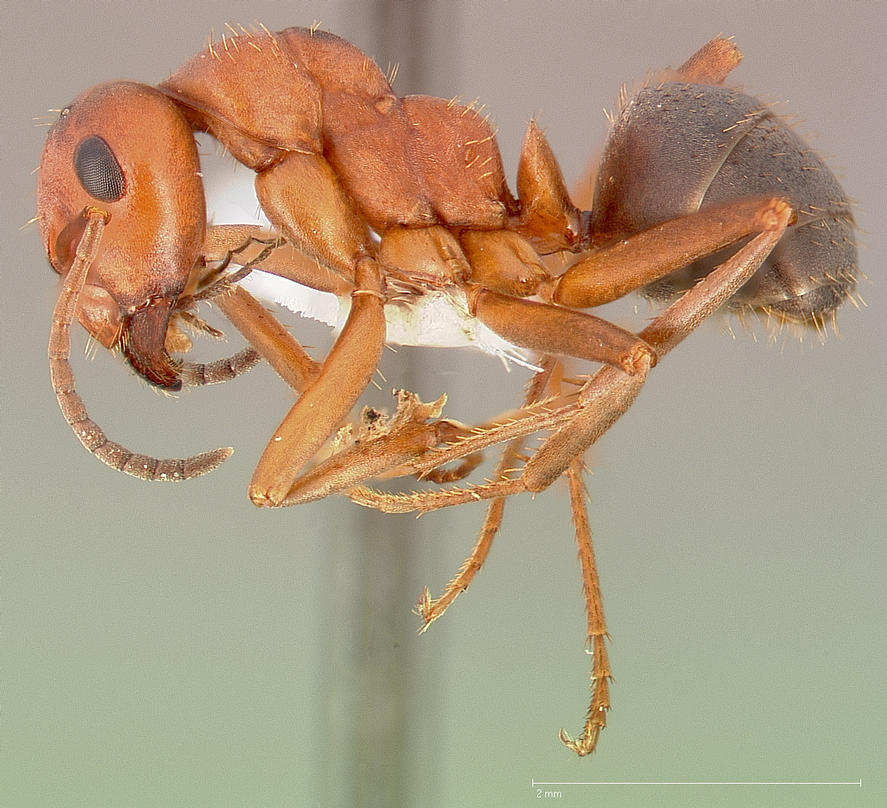
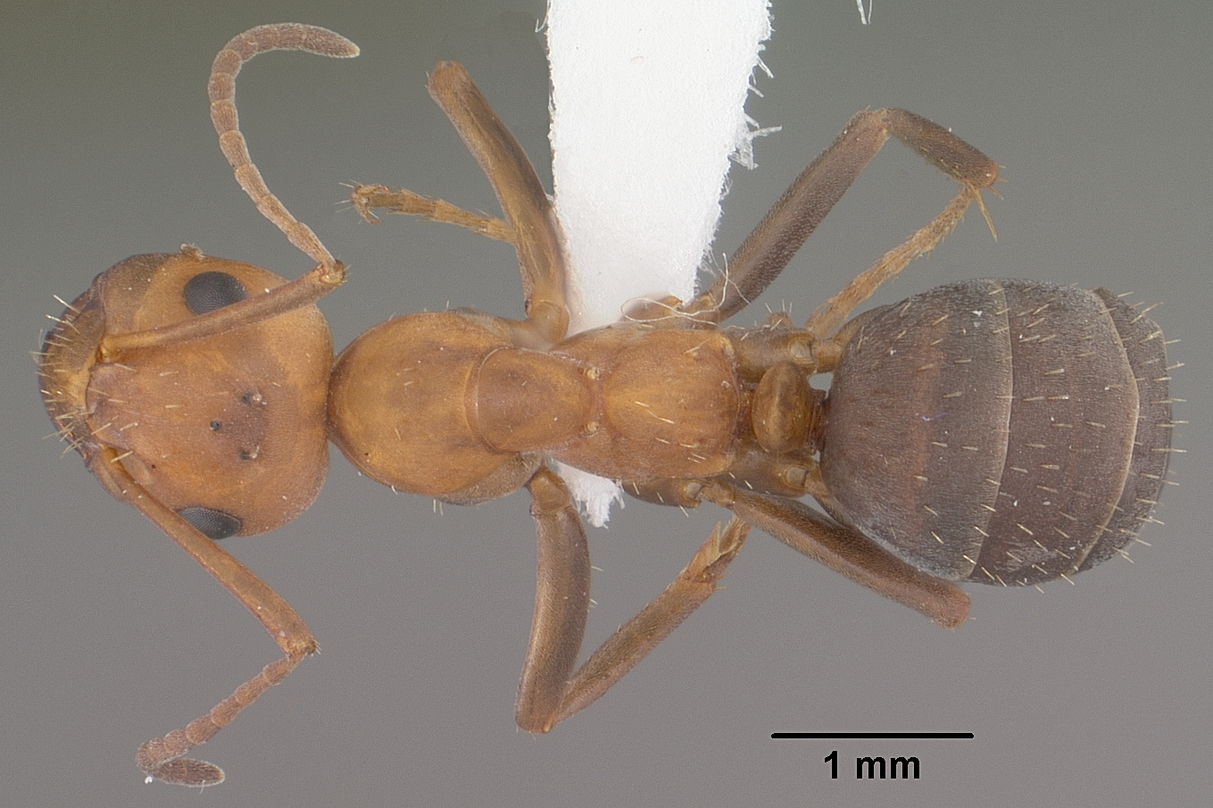
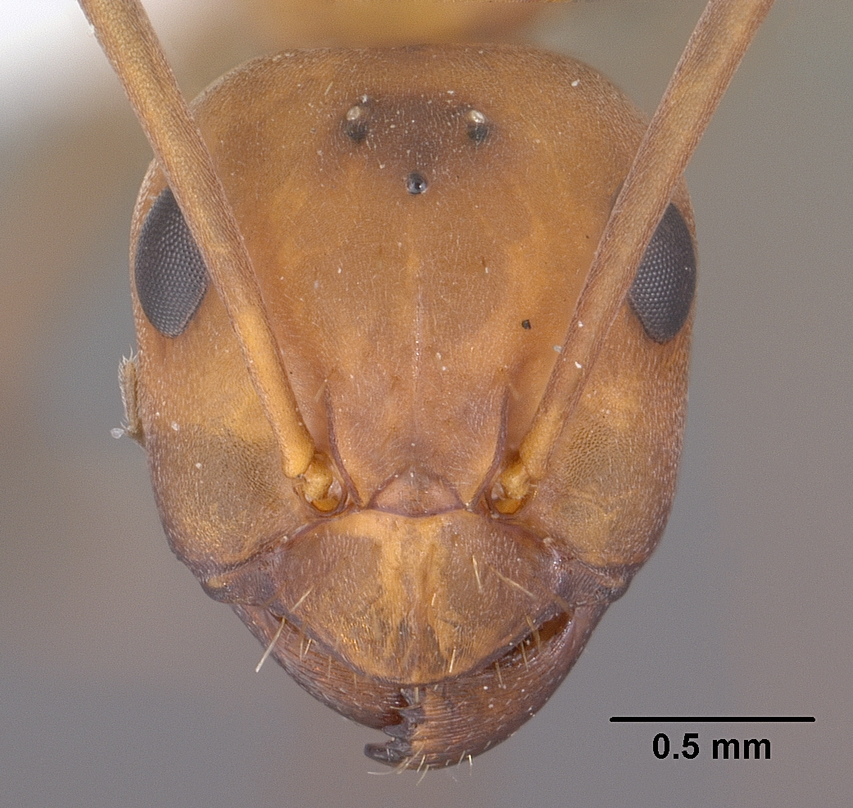